# Rolando Saad
Rolando Saad (Córdoba, Argentina, 15 de marzo de 1961) es un guitarrista argentino especializado en las piezas para guitarra de autores españoles, en especial Joaquín Rodrigo y su Concierto de Aranjuez.

## Formación
Saad estudió guitarra desde niño en su ciudad natal, y se formó en la "escuela Tárrega" hasta que consiguió una beca del gobierno argentino para estudiar en Barcelona con la concertista argentina María Luisa Anido. Dio conciertos en los teatros Colón de Buenos Aires, Municipal de Lima, Nacional de Honduras, o al Palacio de Bellas Artes de México, entre otros escenarios de Latinoamérica. Durante su etapa de formación recibió diversas distinciones, incluyendo la medalla Chopin en Wroclaw (Polonia) en 1985 y el premio Cittá de Milano (Italia) dos años más tarde.

## Carrera
Al finalizar su etapa de formación, debutó como concertista en España a los 19 años en Palma de Mallorca. En esta etapa, se centró el recital y en autores españoles como Isaac Albéniz, Enrique Granados, Fernando Sor y Francisco Tárrega. En 1988 tocó por primera vez la Fantasía para un gentilhombre de Joaquín Rodrigo, y al año siguiente, su Concierto de Aranjuez.[cita requerida]
En Europa actúa permanentemente en múltiples salas como Royal Concertgebouw de Ámsterdam, Musikverein de Viena, Gewandhaus de Leipzig, Barbican Hall de Londres, Berliner Philarmonie, Konzerthaus de Berlín, Gasteig de Múnich, Tonhalle de Zúrich, Auditorium Parco della Musica de Roma, Teatro Real de Madrid, Gran Teatro del Liceo de Barcelona, Teatro del Maggio Musicale Fiorentino, Auditorio Nacional de Madrid, Auditorio y Palacio de la Música Catalana de Barcelona, Palais de Beaux Arts de Bruselas, Victoria Hall de Ginebra, Mozarteum de Salzburgo, Konserthus de Oslo, Konserthus de Estocolmo, Tivoli Concert Hall de Copenhague, De Doelen de Róterdam, Finlandia Talo de Helsinki, Rudolfinum de Praga, Auditorium de Milán, Auditorio RAI de Turín, Coliseo de Lisboa, Casa da Música de Oporto, Auditorium Giovanni Agnelli de Turín, Auditorio Rainiero III de Mónaco, Teatro Cervantes de Málaga, Palacio Euskalduna de Bilbao, Kursaal de San Sebastián, Auditorio de Zaragoza, Teatro Circo de Albacete, Gran Teatro Falla de Cádiz
Ha actuado junto a orquestas tales como la Royal Philharmonic Orchestra de Londres, la Orquesta Sinfónica Estatal Ucraniana, la Orquesta Sinfónica Estatal Rusa, Sinfonietta de Sofía, o la Orquesta Filarmónica Nacional de Bielorrusia.

## Grabación con la Royal Philharmonic Orchestra
En diciembre de 2007, Saad grabó con la Royal Philharmonic Orchestra de Londres el CD titulado A Celebration of the Spanish Guitar, que incluye las obras de la música española: Concierto de Aranjuez y Fantasía para un gentilhombre de Joaquín Rodrigo, Romanza de Bacarisse y Sonatina de Moreno Torroba. El guitarrista y la orquesta británica presentaron la obra en el Barbican Hall de Londres, dentro de una gira europea que también visitó el Liceo de Barcelona, las Filarmónica de Berlín, de Varsovia y de Luxemburgo, el Victoria Hall de Ginebra y el Concertgebouw de Ámsterdam, entre otras salas